# Víztisztító (gőzmozdonynál)
A gőzmozdonyok kazánjainál alkalmazott víztisztító berendezések a kazánok tápvizeinek keménységét okozó sók kiválasztását segítették elő, kezdetben mechanikus úton, a víz felmelegítésével és áramlásának többszöri irányváltásra kényszerítésével. Alkalmazásukkal a gőzmozdonykazánok kimosásai között eltelt időket jelentősen meghosszabbíthatták. A víztisztítóból ezt követően már csak olyan sók jutottak a kazánba, amelyek lerakódása iszapszerű volt, így eltávolításuk nagyrészt lefúvatással is eltávolítható volt. A kazánmosási idők növelése a mozdonyok állásidejét jelentősen csökkentette, de a mosások elmaradásával a mosással együtt járó, a kazánok kényszerű lehűtése is megritkult, ami jótékony hatással volt a kazán- (főképpen a tűzszekrény-)lemezek élettartamára. A MÁV viszonylag korán, már a 20. század legelején elkezdte az ilyen irányú kísérleteket, és a Petz–Rejtő-rendszerű víztisztítókat már az első világháború kitörését megelőzően rendszeresíteni kezdte.

## Petz–Rejtő-rendszerű víztisztító
Ennek a víztisztítónak a kifejlesztése Petz Kornél MÁV-főfelügyelő nevéhez fűződik. Az első ilyen víztisztítóval 1910-ben kezdődtek el a kísérletek. A Petz–Rejtő-rendszerű víztisztító központi eleme egy vízszintes tengelyű tartály, az úgynevezett víztisztító kazán vagy víztisztító edény, amelyet a gőzmozdony hosszkazánjának tetején helyeztek el, és annak felső, gőzterével egy összekötő csövön keresztül csatlakozik. A kazán táplálása során a lövettyűkből a tápvíz a víztisztítón keresztül jut a gőzmozdony kazánjába. A víztisztító edény alsó részében egy, az edényből kihúzható lefúvató csövet helyeztek el, amelyben a kivált iszap összegyűlik. A lefúvató csőre felülről vele együtt közlekedőedények, úgynevezett cellák csatlakoznak, melyeken a kazánba érkező víz sorra áthalad, rendre az első edényben lefelé, a mellette lévőben felfelé áramolva és így tovább. Az víz irányváltásai közben a sók kicsapódnak, és a lefúvató csőben gyűlnek össze. A lefúvató csőre lefúvató váltót szereltek, amellyel a lefúvatás elvégezhető. Kazánmosás alkalmával a víztisztító betétje (az összekötő cső és a cellák) egyben kihúzható, és annak tisztításáig akár másikra is kicserélhető. A lefúvatásokra a víz keménységi fokától függően 250–400 km-es út befutása után, általában a honos fűtőházakban történt.
A Petz–Rejtő-rendszerű víztisztítókkal a kazánmosások időközeit a 8–10-szeresére növelhették, ami az első világháborúban erősen megnőtt vonatforgalom lebonyolításában is igen jelentős előnyöket biztosított.
Hosszabb távon azonban a Petz–Rejtő-rendszerű víztisztító sem tette nélkülözhetővé a vízlágyító szerek alkalmazását. Az állandó keménységet okozó szulfátkristályok és a változó keménységet okozó karbonátok egy része továbbra is a kazánba jutott. A karbonátok egy részének tápvízből kivonásán kívül jó szolgálatot tett  előmelegítőként. A kazánba épített tűz- és füstcsövek, valamint a támcsavarok élettartamát megnövelte a víztisztítóból felmelegítve érkező tápvíz, mert elmaradt a hideg víz okozta káros lehűlés.